# Peter Bundschuh
Peter Bundschuh (* 5. Oktober 1938 in Buchen im Odenwald; † 16. Januar 2024) war ein deutscher Mathematiker und Hochschulprofessor der Universität zu Köln. Er war vor allem auf dem Gebiet der Zahlentheorie tätig, insbesondere der Theorie Transzendenter Zahlen.

## Leben
Bundschuh promovierte 1967 unter Helmut Klingen und Theodor Schneider an der Albert-Ludwigs-Universität in Freiburg im Breisgau mit dem Thema Über die Approximation transzendenter Zahlen, die Werte der Umkehrfunktionen gewisser meromorpher Funktionen sind.
Bundschuh wurde 1973 zum Wissenschaftlichen Rat und 1980 zum Professor der Universität zu Köln berufen und blieb es bis zu seiner Emeritierung im Jahr 2002.

## Publikationen (Auswahl)
- mit Rolf Wallisser: Some arithmetical applications of Newton's interpolation series. Freiburg im Breisgau 2010.
- Einführung in die Zahlentheorie. Springer Verlag, 2008, ISBN 978-3-540-76490-8.
- Arithmetical properties of the solutions of certain functional equations. in: Matti Jutila, Tauno Metsänkylä (Hrsg.): Number Theory. Proceedings of the Turku Symposium on Number Theory in Memory of Kustaa Inkeri, May 31-June 4, 1999., De Gruyter, 2001, ISBN 978-3-11-087092-3, S. 25–42.
- Gel'Fond's Trancendence Methode by elementary means. in: Stakenas, Manstavicius, Laurincikas (Hrsg.) Analytic and Probabilistic Methods in Number Theory. Proceedings of the Second International Conference in Honour of J. Kubilius, Palanga, Lithuania, 23–27 September 1996. De Gruyter, 1997, ISBN 978-3-11-094464-8, S. 3–10.
- Zu einem Transzendenzsatz der Herren Baron und Braune. in: Journal für die reine und angewandte Mathematik, Band 263, 1973, S. 183–188, doi:10.1515/crll.1973.262-263.183.
- Über die Approximation transzendenter Zahlen, die Werte der Umkehrfunktionen gewisser meromorpher Funktionen sind, Freiburg im Breisgau 1967. (Dissertation)